# Acanthocinus princeps
Acanthocinus princeps är en skalbaggsart som först beskrevs av Walker 1866.  Acanthocinus princeps ingår i släktet Acanthocinus och familjen långhorningar. Inga underarter finns listade i Catalogue of Life.

## Bildgalleri

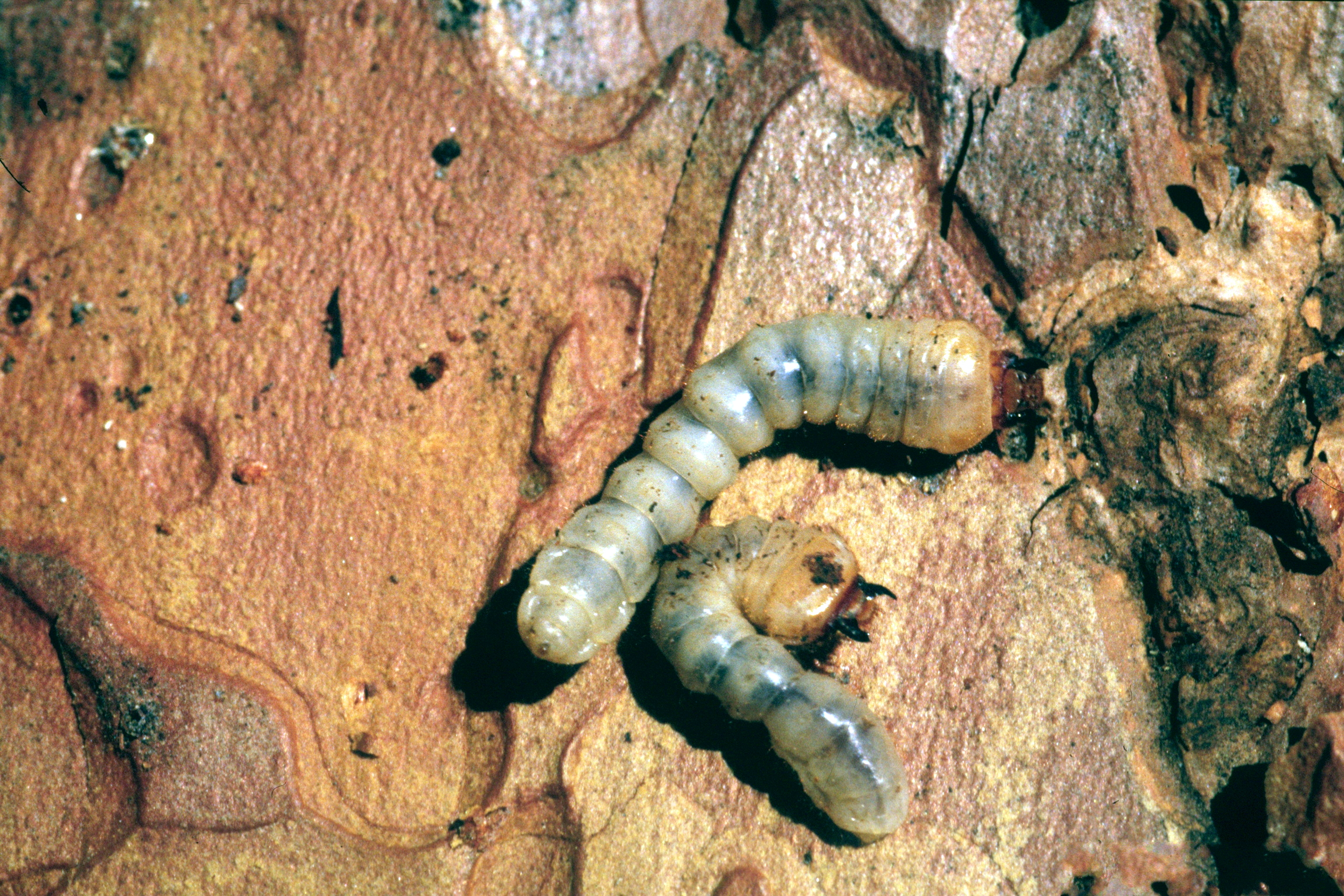
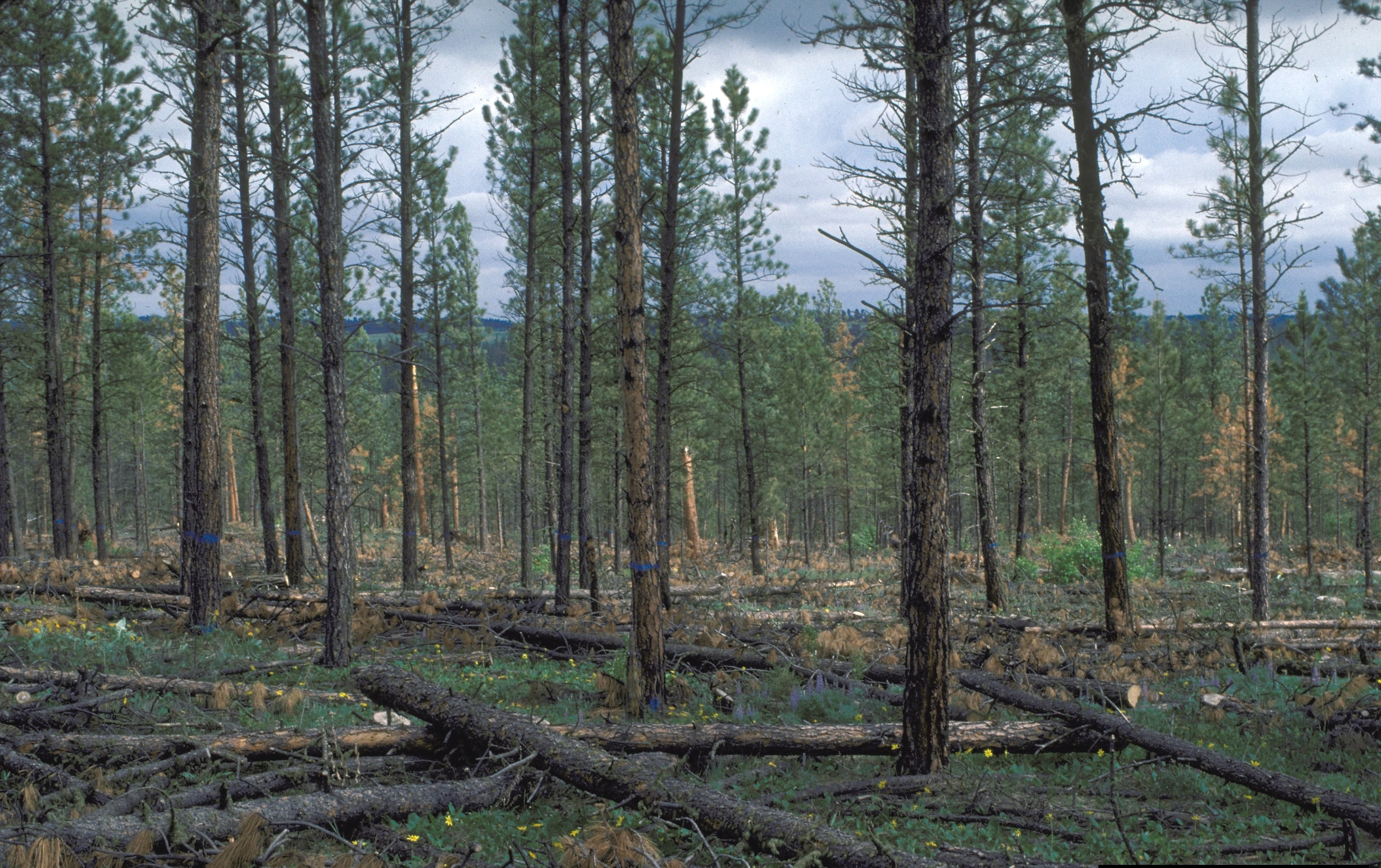